# Liste des sites mégalithiques de la Toscane
Cette liste non exhaustive recense les principaux sites mégalithiques en Toscane.

## Cartographie
Localisation des principaux sites mégalithiques de Toscane
| : Complexes mégalithiques · : Alignements, Henges · : Dolmens, Menhirs, Tumulus, Cairns · : Constructions et Murs cyclopéens |

## Liste
| Nom                                   | Province | Commune         | Type              | Notes                                                          | Coords.                      | Illus. |
| ------------------------------------- | -------- | --------------- | ----------------- | -------------------------------------------------------------- | ---------------------------- | ------ |
| Fortifications de Roselle             | Grosseto | Grosseto        | Mur cyclopéen     |                                                                | 42° 49′ 38″ N, 11° 09′ 33″ E |        |
| Cercle mégalithique du Monte Còcchero | Livourne | Campo nell'Elba | Cercle de pierres |                                                                | 42° 45′ 46″ N, 10° 16′ 22″ E |        |
| Lo Spino                              | Livourne | Campo nell'Elba | Site mégalithique | Nécropole villanovienne comprenant plusieurs tombes en caisson | 42° 44′ 50″ N, 10° 10′ 55″ E |        |
| Piane alla Sughera                    | Livourne | Campo nell'Elba | Site mégalithique | Nécropole mégalithique                                         | 42° 44′ 25″ N, 10° 09′ 33″ E |        |
| Sassi Ritti                           | Livourne | Campo nell'Elba | Site mégalithique | Petit complexe mégalithique                                    | 42° 44′ 49″ N, 10° 11′ 47″ E |        |